# Acicula
Acicula là một chi ốc nhỏ trong họ Aciculidae.

## Các loài
Hiện tại ghi nhận được các loài trong chi Acicula như sau:
- Acicula algerensis
- Acicula beneckei
- Acicula benoiti
- Acicula corcyrensis
- Acicula disjuncta
- Acicula douctouyrensis
- Acicula fusca
- Acicula hausdorfi
- Acicula lallemanti
- Acicula letourneuxi
- Acicula limbata
- Acicula lineata
- Acicula lineolata
- Acicula moussoni
- Acicula multilineata
- Acicula norrisi
- Acicula palaestinensis
- Acicula parcelineata
- Acicula riedeli
- Acicula szigethyannae
- Acicula vezzanii